# الميثان على المريخ

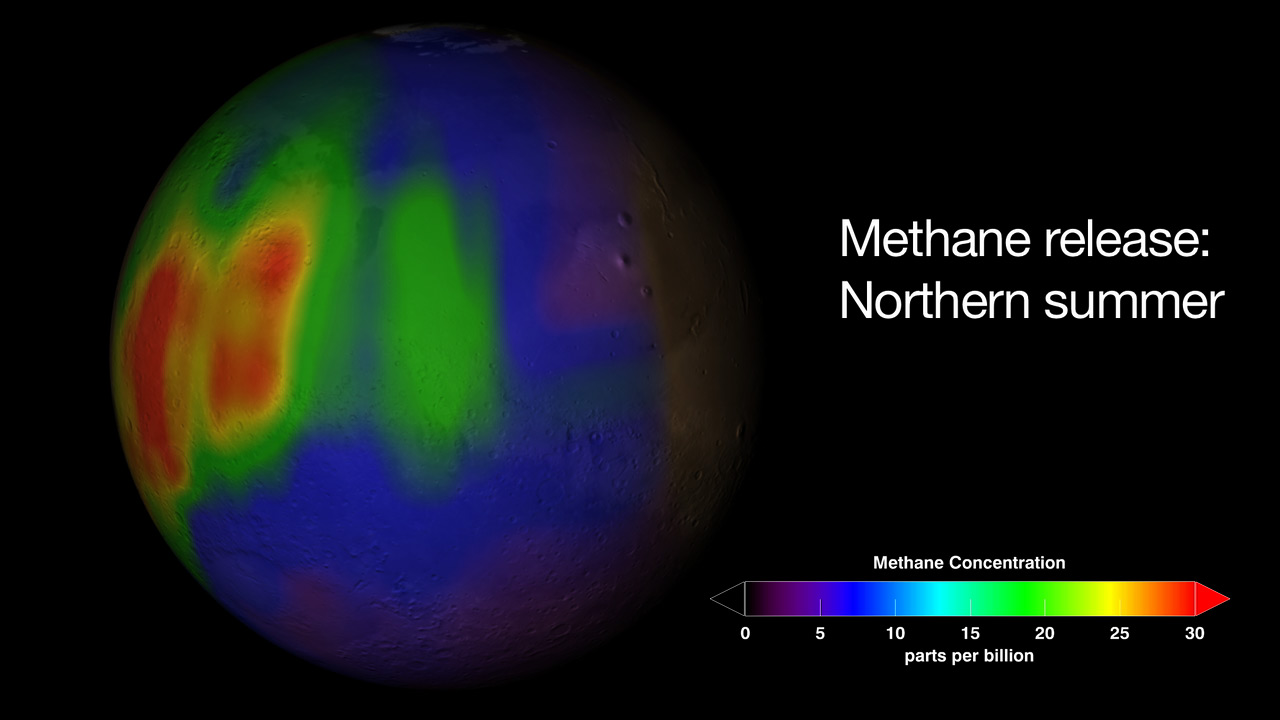
ما زال مصدر الميثان على المريخ غير معلوم، ويظهر رصده في هذه الصورة.

عتبر وجود الميثان في الغلاف الجوي للمريخ محل اهتمام للعديد من الجيولوجيين وعلماء الأحياء الفلكية؛ فالميثان قد يكون مؤشرًا على وجود حياة دقيقة على المريخ، أو وجود بعض العمليات الجيوكيميائية مثل الأنشطة البركانية والأنشطة المائية الحرارية. 
ومنذ عام 2004، أُبلغ عن وجود كميات ضئيلة من الميثان، بين 60 جزء في المليار حسب الحجم حتى الكميات المنخفضة عن حد الكشف (أقل من 0.05 جزء في المليار حسب الحجم)، في المهمات المتنوعة والدراسات الرصدية. ما زال مصدر الميثان على المريخ، بالإضافة إلى تفسير التضارب الكبير في تركيزات الميثان المرصودة، غير معلومًا وقيد الدراسة. وبمجرد رصد الميثان، يُزال بسرعة كبيرة من الغلاف الجوي على نحو فعال بآلية غير معروفة حتى الآن.

## المصادر المحتملة

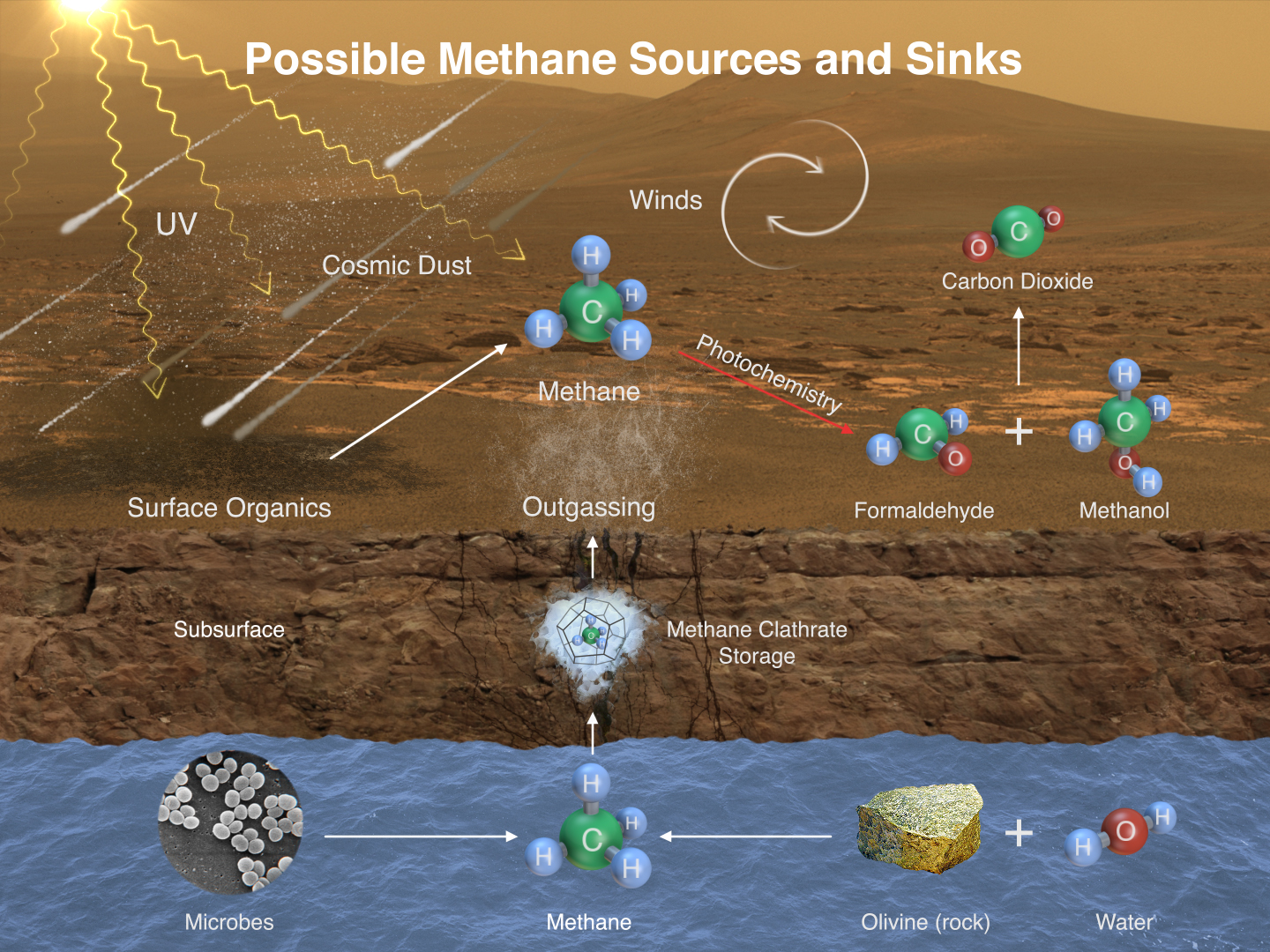
المصادر والبالوعات المحتملة للميثان على المريخ.